# Servicii de bază universale
Serviciile de bază universale (în engleză Universal basic services, acronim: UBS) reprezintă o idee de formă de ajutor social în care toți cetățenii sau rezidenții unei comunități, regiuni sau țări primesc acces necondiționat la o gamă de servicii publice gratuite, finanțate de contribuabili și furnizate colectiv de către un guvern sau o instituție publică. Serviciile de bază includ, de obicei: .
- educație;
- sănătate;
- locuințe;
- alimente esențiale;
- apă și canalizare;
- autobuze și trenuri;
- internet de bază;
- asistență juridică și reprezentare;
- alte servicii, unde există costuri marginale mici sau zero pentru adăugarea de utilizatori suplimentari, sunt: electricitate și încălzire, servicii bancare de retail, mass-media publică de radiodifuziune.

## Istorie
Serviciile universale de bază reprezintă o dezvoltare a modelului statului social. Termenul a apărut în 2017 în presă, iar prima modelare a fost prezentată într-un raport al Institutului pentru Prosperitate Globală al University College London (UCL). Partidul Laburist britanic a salutat raportul și a anunțat în 2018 că UBS va fi încorporat în platforma partidului.

## Justificarea includerii
Serviciile universale de bază sunt furnizate pe baza faptului că sunt necesare pentru a susține și a permite siguranța materială a fiecărui cetățean, oportunitatea de a contribui sau de a participa la procesele decizionale ale comunității, regiunii sau țării sale, chiar dacă nu dispune de niciun venit financiar. Modelul UBS extinde noțiunea de plasă de siguranță socială pentru a include acele elemente necesare pentru a îndeplini un rol mai important în societate.
Pentru a justifica includerea într-o furnizare UBS, serviciile trebuie îndeplinite cel puțin una dintre următoarele condiții:
- necesare pentru menținerea siguranței materiale a individului sau a societății;
- necesar pentru a permite efortului personal al individului de a-și folosi abilitățile și competențele pentru a contribui la societate, fie contra cost, fie gratuit;
- necesar pentru a permite individului să participe la sistemul (sistemele) politic(e) în care trăiește.

## Definiții și exemple de servicii

### Adăpost
- adăpost pentru persoane fără locuință;
- locuințe sociale;
- dreptul la locuință.

Locuințele publice sunt construite pentru a oferi locuințe accesibile sau subvenționate persoanelor cu venituri mici. Acest lucru este în conformitate cu raționamentul din spatele UBS, de a susține incluziunea socială. UN-Habitat estimează că aproximativ 40% din populația lumii totală nu va avea acces la locuințe accesibile până în 2030.

### Subzistență
- bancă de alimente;
- securitatea alimentară;
- dreptul omului la apă și canalizare;
- dreptul la hrană;
- program de asistență nutrițională suplimentară;
- cantină socială.

### Sănătate și îngrijire
Servicii care sprijină sănătatea și servicii care oferă îngrijire persoanelor cu dizabilități, vârstnicilor și altor persoane:
- asistență medicală finanțată public;
- Dreptul la sănătate;
- asistență medicală universală.

În lucrarea „Pledoaria pentru servicii universale de bază”, Coote și Percy pledează pentru extinderea definiției serviciului de îngrijire pentru a include și îngrijirea copiilor.

### Educație
Școlarizare și instruire:
- educație gratuită;
- educație publică;
- dreptul la educație;
- acces universal la educație.

### Transport
- Transport local pentru acces la alte servicii, magazine și locuri de muncă.
- Transport public gratuit.

### Juridic
Categoria juridică UBS este o definiție largă care include servicii de siguranță, asistență juridică și aparatul necesar pentru susținerea sistemului juridic și a sistemului politic al societății. Instanțele, adunările, salariile politice, funcțiile publice și alte aspecte ale structurii societății sunt incluse în definiția UBS juridice, pe scurt acestea sunt:
- servicii medicale de urgență;
- poliție;
- stingerea incendiilor;
- asistență juridică;
- instanțele judecătorești;
- dreptul la consiliere;
- agențiile de servicii sociale.

### Definiții ale serviciilor locale
Serviciile UBS sunt concepute și furnizate de guverne și instituții care adaptează conținutul exact al serviciilor pentru a răspunde circumstanțelor specifice ale comunității locale.Definiții ale serviciilor locale

### Informații
Accesul la comunicații care permit participarea în societate, precum și accesul la alte servicii:
- libertatea informației;
- rețea wireless municipală;
- bibliotecă publică;
- dreptul la acces la internet.

## Finanțare
În definiția standardizată a UBS, costul serviciilor este finanțat din veniturile provenite din impozitele pe venit, care sunt legate de furnizarea UBS.
Majoritatea serviciilor UBS din societățile din întreaga lume sunt finanțate astăzi din venituri guvernamentale, cum ar fi asistența medicală finanțată public.